# 基洛夫斯基區
45°05′N 133°30′E / 45.083°N 133.500°E
基洛夫斯基區（俄语：Кировский район），是俄羅斯的一個區，位於該國東南部，由濱海邊疆區負責管轄，面積3,483.9平方公里，2010年人口21,249，人口密度每平方公里6.1人。